# Ледниковое озеро

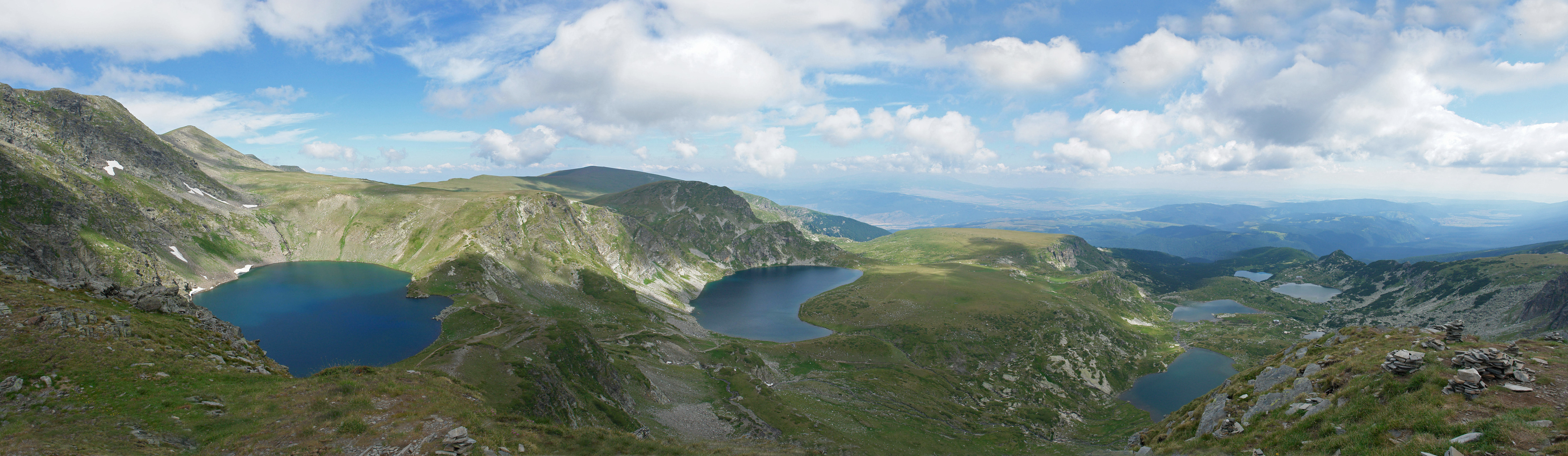
Семь Рильских озёр в Риле, Болгария, являются типичными представителями каровых озёр. На фотографии отчётливо видна так называемая каровая лестница.

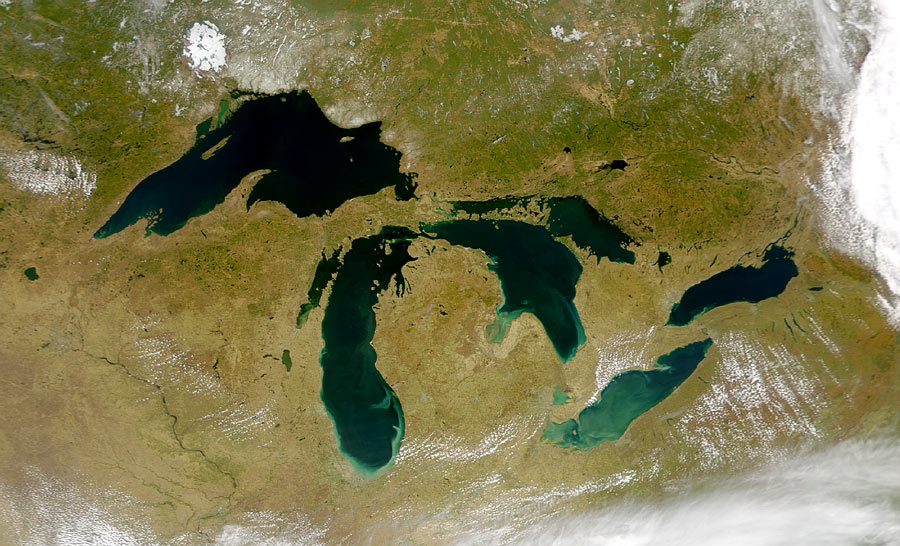
Великие американские озёра, космический снимок. Великие озёра являются крупнейшими четвертичными моренно-подпрудными ледниковыми озёрами в мире.

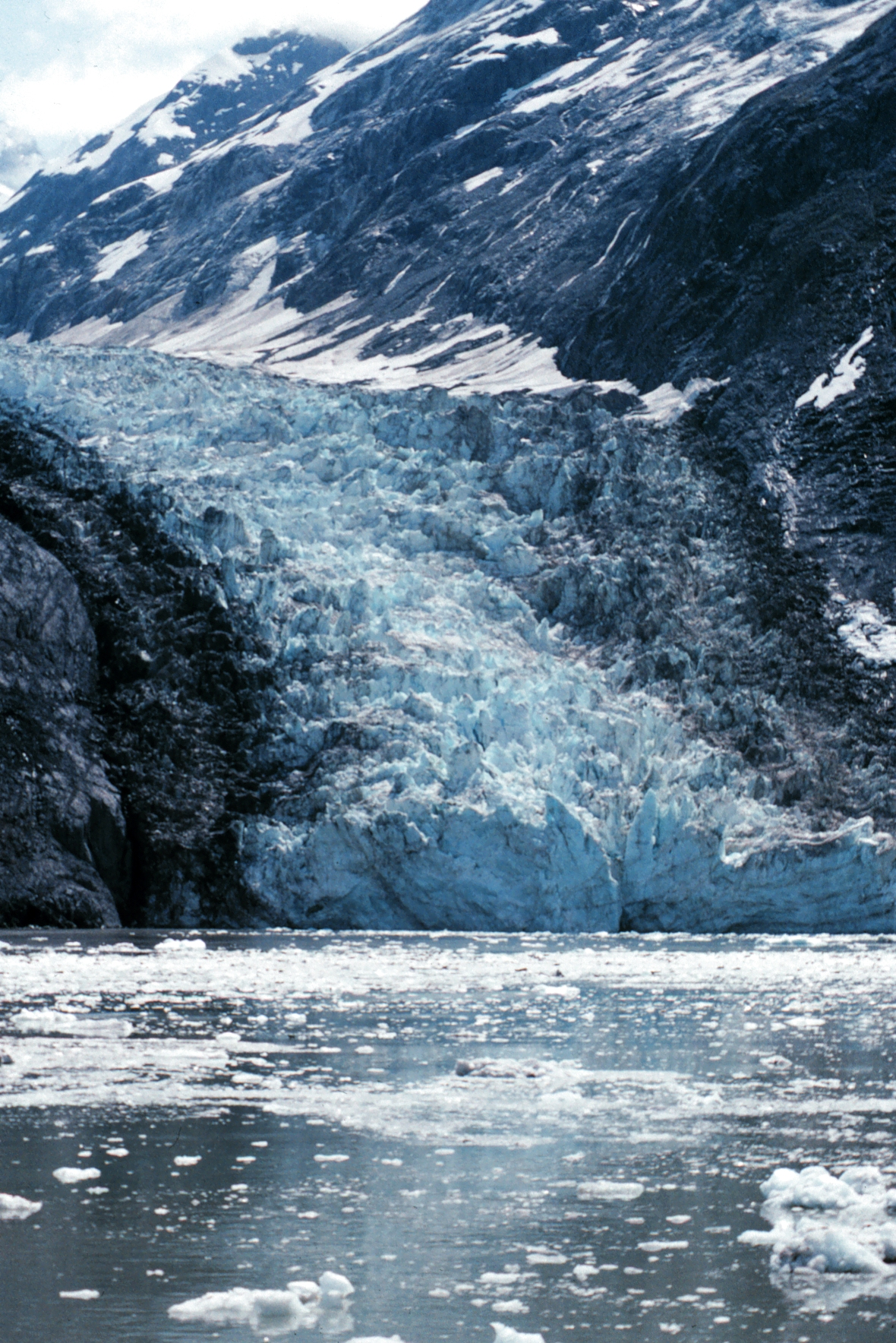
Ледопад активно отступающего ледника Glacier Bay — Johns Hopkins, сбрасывающего лёд в приледниковое моренно-подпрудное озеро. 30 октября 2009 года, Аляска

Ледниковое озеро — озеро, образованное тающим ледником и снежно-фирновой толщей, перекрывающей ледник выше границы питания. При этом ледник может находиться как в стадии дегляциации, так и в фазе активного наступления. Приледниковые озёра разных генетических типов являются непременным элементом нивально-гляциальной зоны. Чем крупнее ледники, тем крупнее озёра, и тем больше их число и (или) площади.
Территории, где располагаются отдельные озёра этого генезиса или их группы (Карелия), всегда несут геолого-геоморфологические свидетельства работы древних или современных ледников: морены различных генераций и морфодинамического типа, формы водноледниковой аккумуляции (озы, камы, зандровые равнины), хорошо окатанные, часто — очень крупные эрратические валуны, а также формы подледниковой экзарации, аккумуляции — друмлины, друмлиноиды различного вида, туннельные долины—спиллвеи и др. Открытые поверхности коренных горных пород обычно имеют хорошо заметную, до зеркальности, ледниковую заглаженность, с ледниковыми шрамами, штриховкой, серповидными в плане выбоинами и тому подобное.
Современные и древние озёра, образование которых связано с деятельностью ледников, распространены на всех материках, включая Антарктиду, но, возможно, исключая Австралию.
Собственно термин «ледниковое озеро» практически не применяется в научных работах в России, поскольку не несёт никакой генетической информации, в то же время его можно встретить иногда в отечественных, в основном — неспециальных и, как правило, довольно старых, публикациях и словарях. В такой, переводной форме, как «Glacial Lake», это выражение применяется, в основном в США и в некоторых других странах, но только для обозначения конкретных озёр, например, «Ледниковое озеро Агассица», «Ледниковое озеро Мизула» и т. д.
В целом же применяются более точные термины, указывающие на либо физико-географическое положение озера («приледниковые озёра»), либо на его генезис («ледниково-подпрудные озёра», «моренно-подпрудные озёра», «каровые озёра», «внутриледниковые полости», «пойманные (субгляциальные) озёра», «ригеле-подпрудные озёра» и т. д.).
В зарубежной литературе терминологически, при раскрытии термина «ледниковое озеро», указывается точный генезис конкретного приледникового водоёма (ледниково-подпрудное озеро Мизула, моренно-подпрудное Ладожское озеро и т. п.).
В переводных современных словарях термин «ледниковое озеро» приводится как перевод с других языков, причём — не всегда дословный.
Во многих географических работах можно увидеть это словосочетание, однако эти работы посвящены, как правило, не самим озёрам, а сопутствующим в связи с их существованием явлениям, к примеру, селям, паводкам и т. д. Также если даже в крупных монографиях применяется термин «ледниковое озеро», то он применяется только в качестве традиционной формы и часто — уже как имя собственное — Балтийское ледниковое озеро, ледниковое озеро Бонневилль и т. д.